# Zoologie du Voyage du H.M.S. Beagle

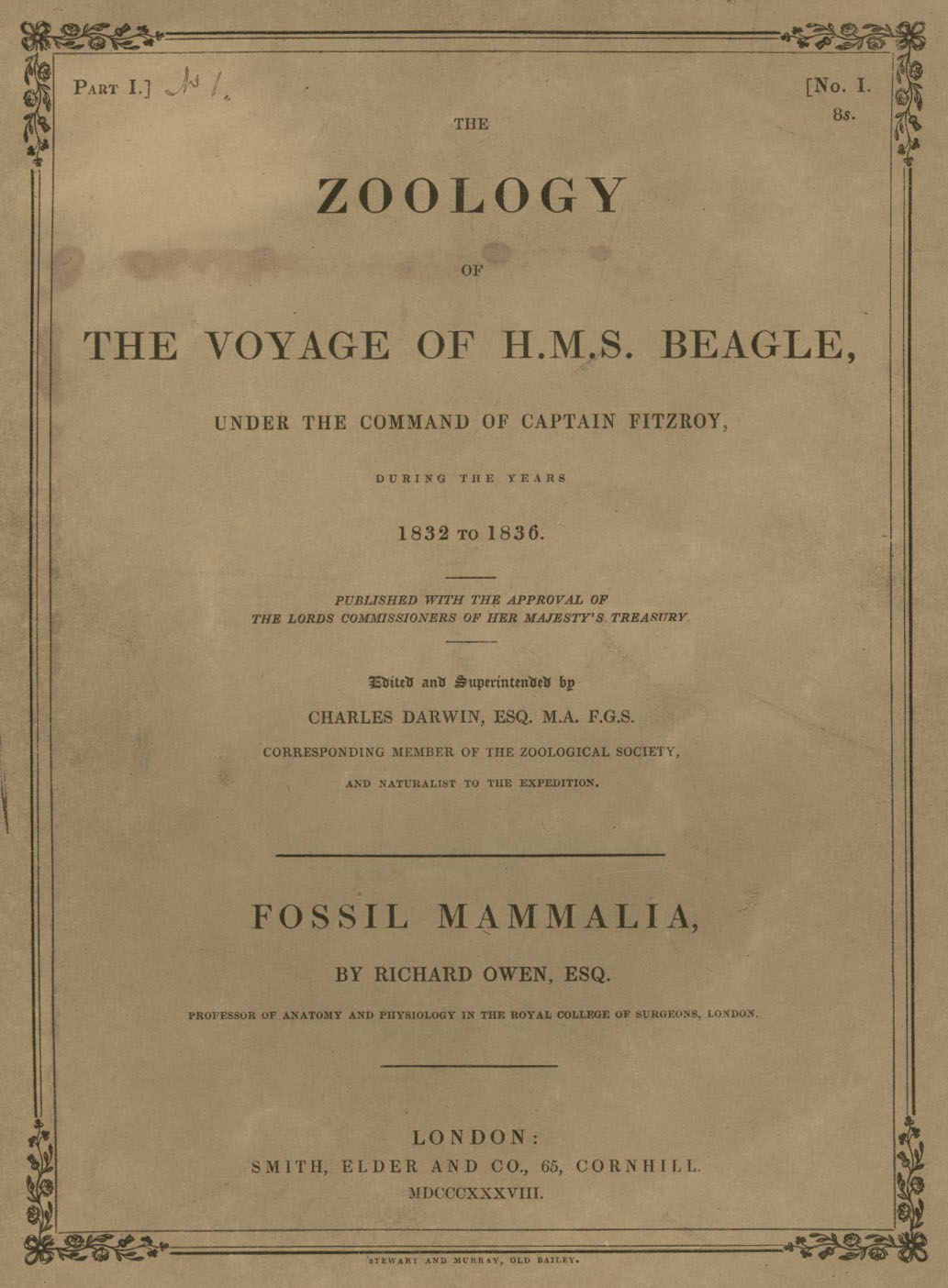
Fossil Mammalia par Richard Owen - Couverture de la 1re édition du 1er volume de 1838.

Zoologie du Voyage du H.M.S. Beagle dont le titre original est The Zoology of the Voyage of H.M.S. Beagle Under the Command of Captain Fitzroy, R.N., during the Years 1832 to 1836 est un livre en 5 parties tirés en dix-neuf exemplaires, parus entre février 1838 et octobre 1843, au fur et à mesure de leur conception. Il a été écrit par divers auteurs, mais édité et dirigé par Charles Darwin, qui publia ses descriptions expertes des collections qu'il avait faites durant le second voyage du Beagle.
- Part 1. Fossil Mammalia (1838–1840), de Richard Owen (Preface et Geological introduction de Darwin)
- Part 2. Mammalia (1838–1839), de George R. Waterhouse (Geographical introduction et A notice of their habits and ranges de Darwin)

Darwin a également contribué en précisant les habitudes de vie et les répartitions dans le texte sur les mammifères et les oiseaux, et le texte des poissons et des reptiles comptait également nombre de ses notes. Les auteurs de ces parties étaient:
- Part 3. Birds (1838–1841), par John Gould et Elizabeth Gould (84 planches illustrées).
- Part 4. Fish (1840–1842), par Leonard Jenyns
- Part 5. Reptiles (1842–1843), par Thomas Bell

Pour le prix d'une petite surtaxe les éditeurs ont vendu l'œuvre intégrale, en cinq volumes, et, probablement plus tard, reliée en trois volumes, le premier incorporant les parties 1 & 2, le deuxième la partie 3 et le troisième les parties 4 & 5.

### Source
- (en) Cet article est partiellement ou en totalité issu de l’article de Wikipédia en anglais intitulé « Zoology of the Voyage of H.M.S. Beagle » (voir la liste des auteurs).